# Homoeomma nigrum
Espèce
Synonymes
- Mygale nigrum Walckenaer, 1837
- Mygale versicolor C. L. Koch, 1842

Homoeomma nigrum est une espèce d'araignées mygalomorphes de la famille des Theraphosidae.

## Distribution
Cette espèce est endémique du Brésil.

## Publication originale
- Walckenaer, 1837 : Histoire naturelle des insectes. Aptères. Paris, vol. 1, p. 1-682 (texte intégral).